# Parc national urbain d'Heinola
Le parc national urbain d'Heinola (finnois : Heinolan kansallinen kaupunkipuisto) est un parc national urbain créé en mai 2002 à  Heinola en Finlande.

## Le parc urbain national d'Heinola
Le parc national de la ville d'Heinola est fondé le 6 mai 2002 par arrêté du ministère de l'Environnement.
Il a une superficie de 839 ha, dont 159 ha de plans d'eau.
Il couvre le centre-ville, l'esker d'Heinola, le paysage culturel de l'ancien village et les archipels.
La partie parc national urbain au centre-ville du parc d'Heinola comprend la perspective d'Heinola, le parc Rantapuisto, le séminaire d'Heinola, parc Harjupuisto ainsi que le quartier de l'église d'Heinola et le vieux cimetière.
Au nord-ouest du Jyrängönvirta le parc comprend au nord-ouest l'archipel du lac Ruotsalainen et à l'extrémité sud-est de l'archipel du lac Konnivesi.

## Les parcs urbains nationaux
L'idée des parcs urbains nationaux est venue du parc national urbain royal créé en 1995 à Stockholm,,,,,,,.
En 2014, il y six parcs urbains nationaux en Finlande,.
À la fin de 2020, leur nombre est passé à dix : Forssa, Hanko, Heinola, Hämeenlinna, Kokkola, Kotka, Kuopio, Pori, Porvoo et Turku,.

## Galerie

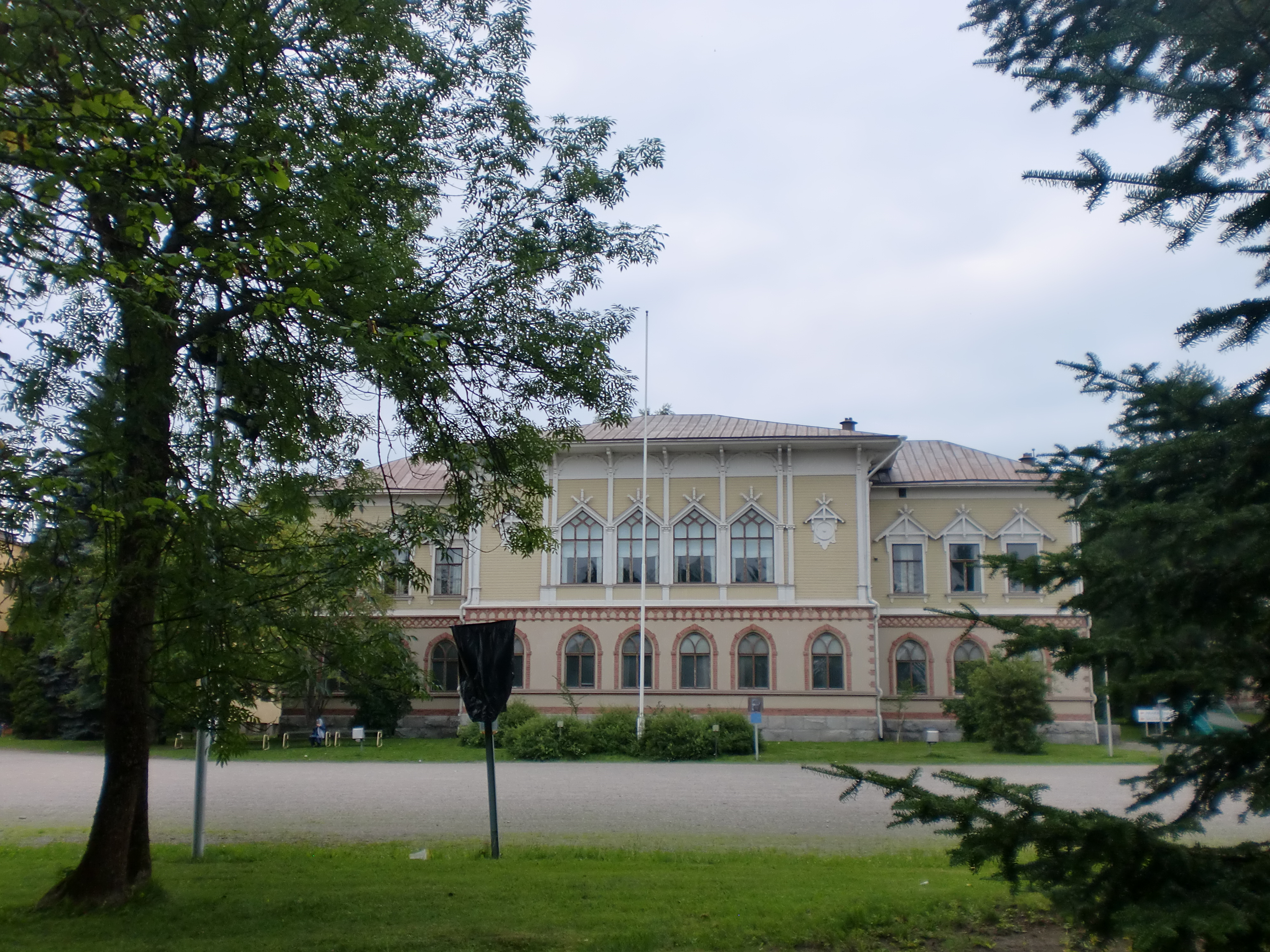
Le séminaire d'Heinola.
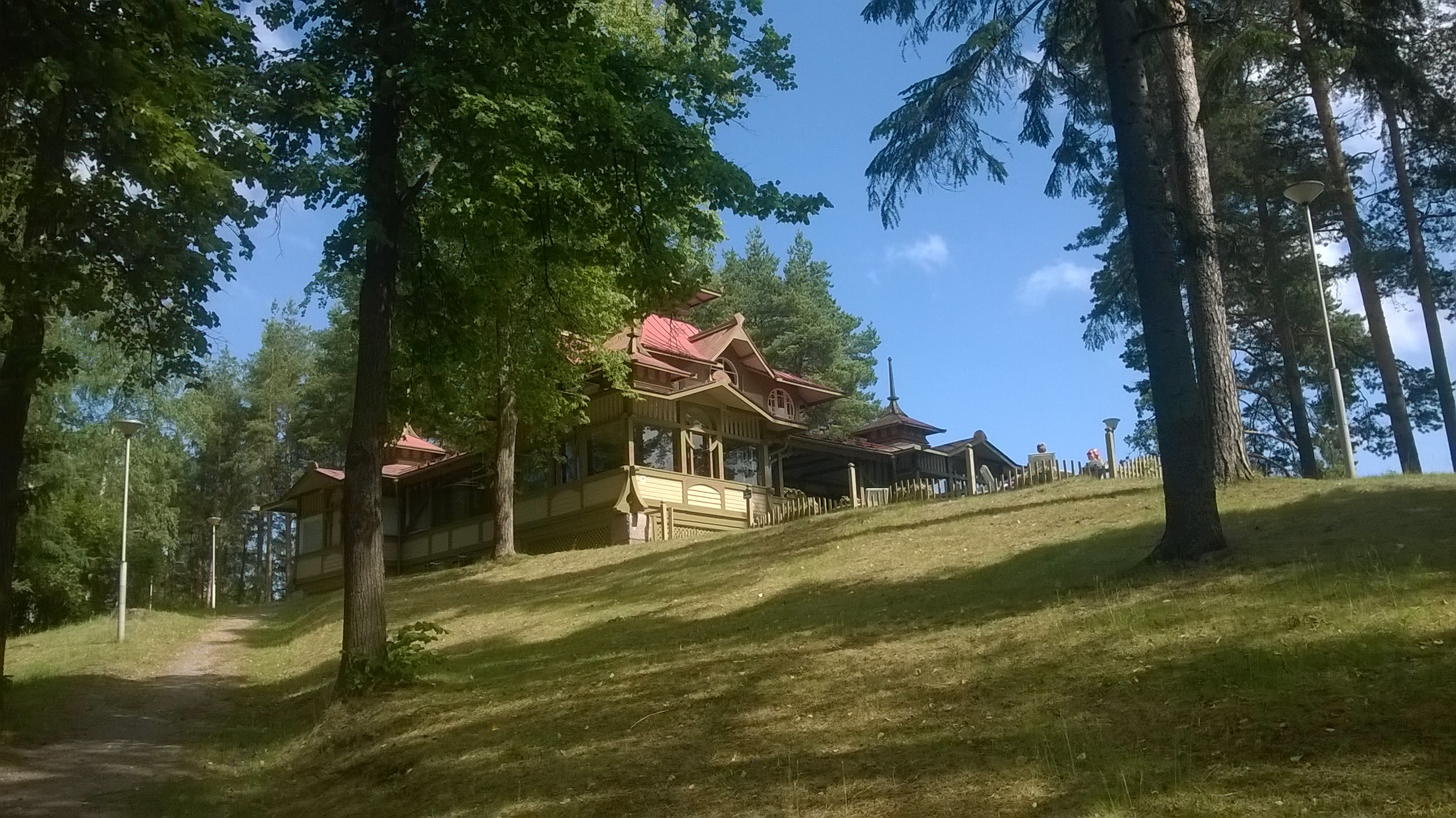
Le parc Harjupuisto.
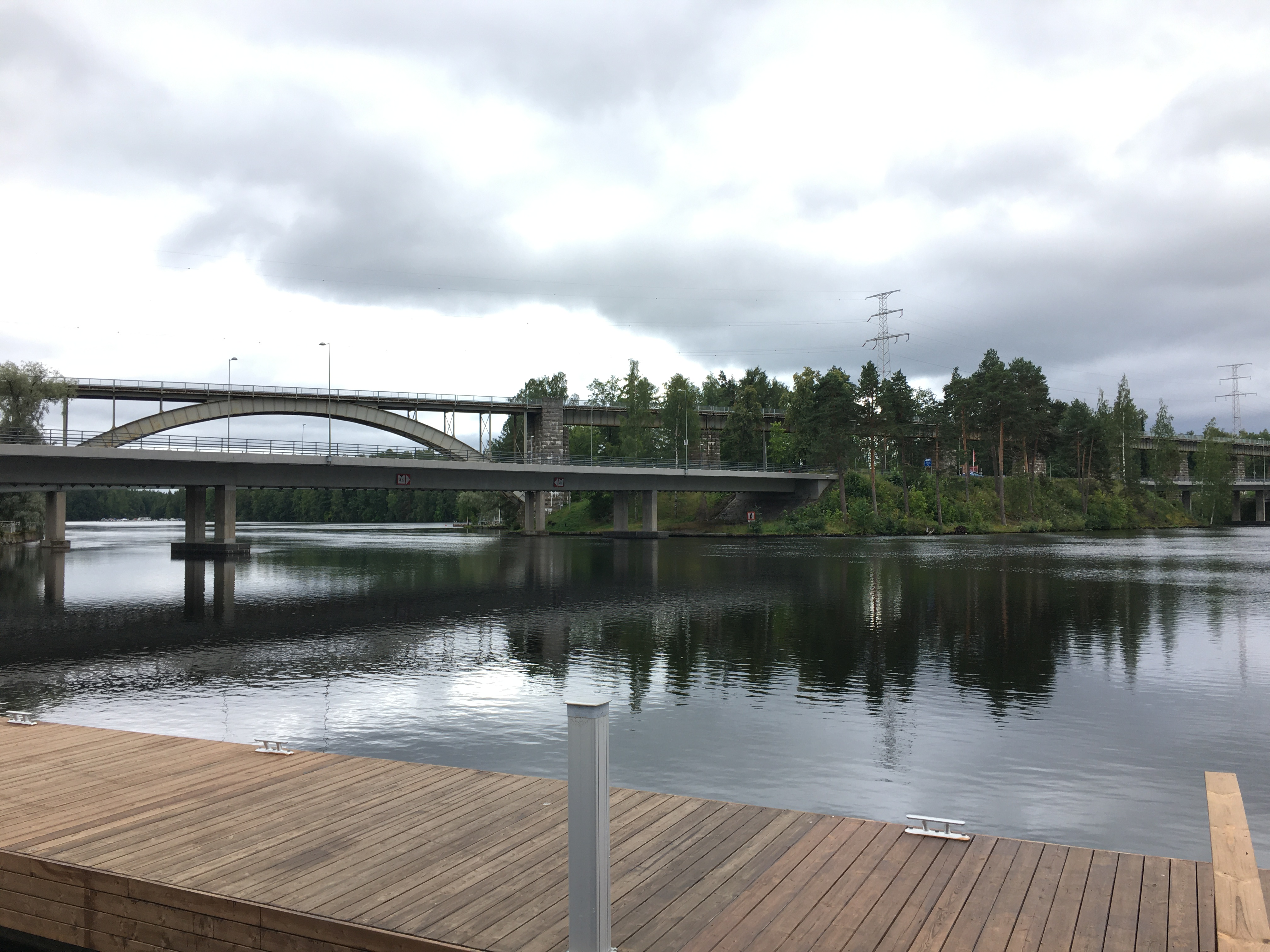
Jyrängönvirta.
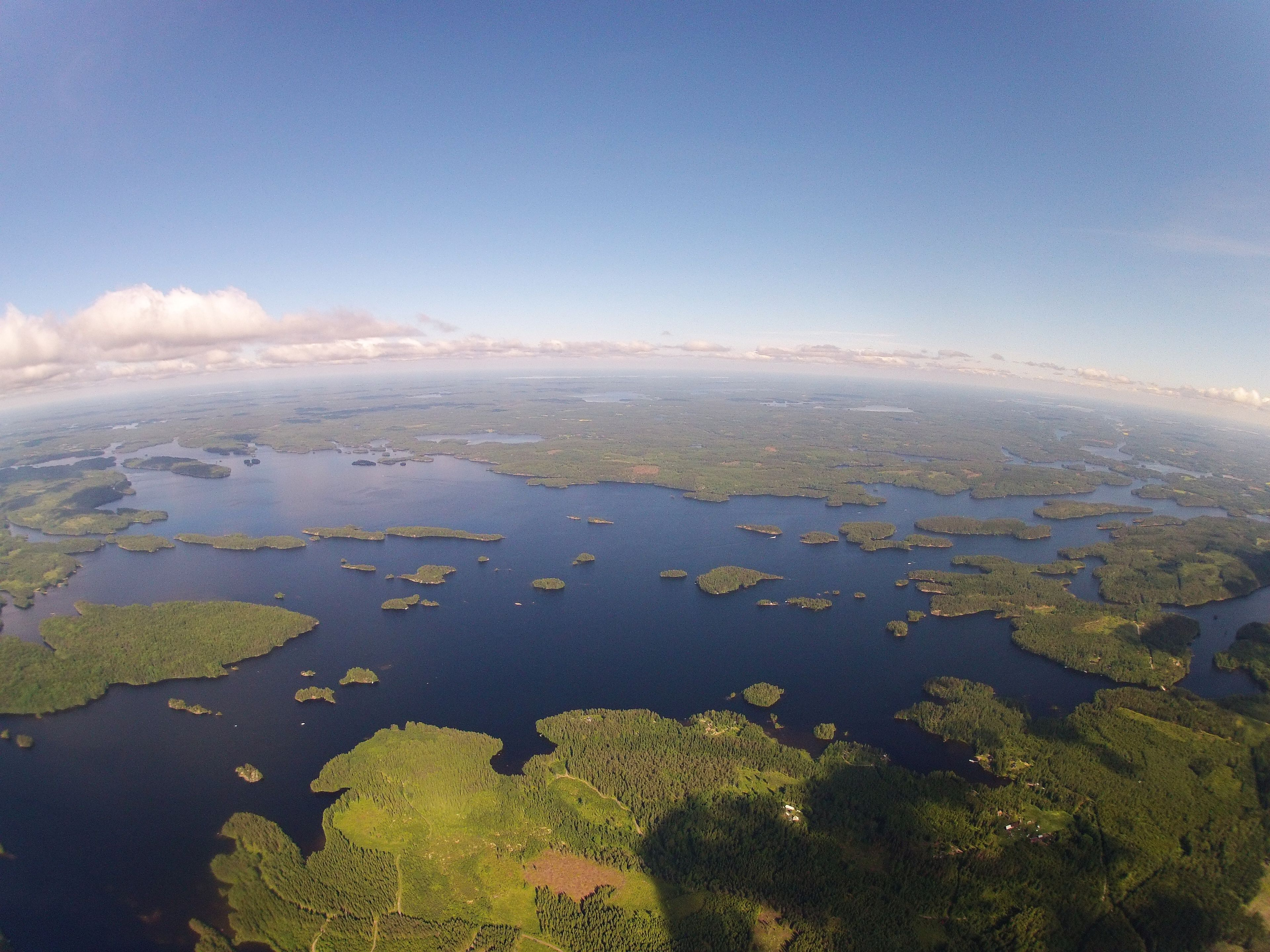
L'archipel du Konnivesi.